# Galina Dołżenko
Galina Olegowna Dołżenko (ros. Галина Олеговна Долженко; ur. 18 czerwca 1989) – rosyjska zapaśniczka startująca w stylu wolnym. Piąta w Pucharze Świata w 2009. Piąta na mistrzostwach Rosji w 2012 roku.